# Ian Harte
Ian Harte és un futbolista irlandès, nascut a Drogheda el 31 d'agost de 1977. Ocupa la posició de defensa.

## Trajectòria
Provinent del Home Farm FC, fitxa pel Leeds United AFC el 1995, equip en el qual hi jugaria durant nou temporades, tot sumant 213 partits i 28 gols a la lliga anglesa. A la temporada 99/00 va contribuir a fer que el seu equip arribara a les semifinals de la Copa de la UEFA, marcant un gol en dotze partits. A l'any següent aplegarien també a semifinals, però de la Champions League. Harte hi va jugar 17 partits i va marcar tres gols.
La crisi del Leeds el va obligar a deixar l'entitat, per recalar al Llevant UE el 2004. En aquell moment el quadre valencià acabava de pujar a primera divisió, i precisament va ser l'irlandès qui va materialitzar el primer gol dels granotes a la màxima categoria després de 41 anys, al fer el tant de l'empat davant la Reial Societat. El Llevant baixaria per tornar a pujar a Primera el 2006. Per la temporada 06/07, el defensa pateix una greu lesió, i quan retorna als terrenys de joc, mitjada la temporada, no es fa amb el lloc titular.
A l'inici de la temporada 07/08 no compta per a l'entrenador llevantinista Abel Resino i marxa al Sunderland AFC, on roman una temporada. A l'any següent, rebutja una oferta del Wolverhampton Wonderers al seu un contracte de renovació mensual.
Sense equip a l'inici de la temporada 08/09, entrena amb el Sheffield United FC, amb qui arriba a disputar un encontre amb el seu equip reserva. Posteriorment hi provaria al noruec Vålerenga i al Charlton Athletic FC.
Finalment, l'11 de desembre del 2008 signa amb el Blackpool FC, de la Championship. Hi disputa vuit partits amb els Seasiders abans de finalitzar el seu contracte al febrer del 2009. Llavors arriba a un acord amb l'escocès Saint Mirren fins al final de la temporada, però inesperadament es trenca l'endemà.
A finals de març del 2009 fitxa pel Carlisle United FC. Hi debuta davant Northampton Town amb una destacada actuació, tot i que es trenca dos dits i està un mes de baixa. Amb el Carlisle aconsegueix la permanència, a la vegada que allarga el seu contracte fins a 2011.

## Selecció
Harte ha estat internacional per la República d'Irlanda en 64 ocasions, marcant onze gols. Va participar en el Mundial del 2002.